# Réseau autoroutier français
Le réseau autoroutier français est un réseau routier composé de 142 autoroutes au début de l'année 2016, comprenant 9 112 km de voies concédées, dont 68,1 km de ponts et tunnels à péage et, début 2012, 2 834 km de voies non concédées, voies express à 2 × 2 voies incluses,, soit un total d'au moins 11 882 kilomètres en 2014,. La France dispose ainsi à la fin de la première décennie du XXIe siècle d'un réseau autoroutier payant et gratuit qui s'étire à travers tout le pays, à l'exception de la Corse et d'une grande partie de la Bretagne.
Quelque 75,5 % du réseau autoroutier français est exploité sous le régime de la concession : l'État confie à une société concessionnaire le soin de construire, d'entretenir et d'exploiter certaines autoroutes, moyennant la perception d'un péage auprès des usagers. Ces concessions sont attribuées à une vingtaine d'entreprises, appartenant principalement aux groupes Eiffage, Vinci et Abertis.

## Définition et statut juridique et réglementaire
Les dispositions juridiques relatives aux autoroutes se trouvent dans le code de la voirie routière.
L'article L. 122-1 définit les autoroutes comme suit : « Les autoroutes sont des routes sans croisement, seulement accessibles en des points aménagés à cet effet et réservées aux véhicules à propulsion mécanique ». Il trouve son origine dans l'article 1 de la loi no 55-435 du 18 avril 1955, modifiée par le décret no 73-980 du 18 octobre 1973. Aux termes de l'article L. 121-1 les autoroutes font partie du domaine public routier national, et, aux termes de l'article L. 122-2, les propriétés riveraines des autoroutes n'ont pas d'accès direct à celles-ci.
Cette définition est compatible avec les définitions contenues dans des traités engageant la France, comme la Convention de Vienne, ou la route européenne.
Les autoroutes, comme les routes nationales, font partie des voies du domaine public routier national.
Mais les portions d'autoroutes dont le maintien dans la voirie nationale ne se justifie plus en raison de l'ouverture d'une voie nouvelle ou du changement de tracé d'une voie existante, peuvent être classées dans le domaine public routier départemental ou communal.
Depuis 2004, d'après la loi, le domaine public routier national est constitué d'un réseau cohérent d'autoroutes et de routes d'intérêt national ou européen.
L'article L. 122-4 énonce que « l'usage des autoroutes est en principe gratuit » mais prévoit l'institution de péages et la possibilité pour l'État de déléguer ses missions de service public autoroutier.
Certaines normes utilisent des classifications plus fines des autoroutes. Par exemple l'ICTAAL établit une distinction entre une autoroute urbaine et une autoroute interurbaine, ou aussi entre une autoroute de plaine (L1) pouvant permettre des vitesses de 130 km/h et une autoroute sur d'autres reliefs (par exemple L2) pouvant nécessiter des vitesses maximales inférieures.
Mais «En pratique, l’objet technique autoroute — l’objet du présent guide — n’a pas forcément le statut d’autoroute, dans l’acception du code de la voirie routière (art. L122 et R122), et réciproquement.»
Juridiquement, les routes express n'ont pas le même statut que les autoroutes. Mais certaines caractéristiques : 2 × 2 voies, terre plein central, voies d'accès peuvent parfois conduire à rendre la distinction non évidente. Quatre panneaux différents indiquent le début ou la fin d'une autoroute ou d'une route express.

## Histoire du réseau autoroutier français
Une première étude pour une autoroute envisagée par l'urbaniste Henri Prost, à l'ouest de Paris, est réalisée dès 1927 et déclarée d'utilité publique en 1935 mais, à cause de la Seconde Guerre mondiale, la première autoroute de France ne sera ouverte que le 9 juin 1946 entre Saint-Cloud et Orgeval (Yvelines), soit une vingtaine de kilomètres.

### L'autoroute A1
Toutefois, l'enquête publique réalisée en 1936 « fait ressortir les très grandes difficultés à insérer la nouvelle autoroute sur l'itinéraire prévu par le plan Prost entre la mairie de Saint-Ouen et la RN1, notamment le passage le long des usines à gaz du Landy et du Cornillon où « l'autoroute passerait dans le voisinage immédiat de 3 gazomètres de 150 000 m3, à une distance inférieure à celle qui résulte des usages institués par le Service des Installations Classées [...], le ministre [des Travaux Publics] décide finalement de revoir complètement le projet qui ne doit pas se limiter à une simple desserte de l'aéroport du Bourget. Il demande que soit étudiée une future autoroute de jonction qui pourrait être construite entre Paris et le Nord de la France et que soient examinées plus particulièrement les liaisons avec Paris et sa banlieue. Un Service d'Études de l'Autoroute du Nord et une Commission d'Étude du Tracé de l'Autoroute du Nord sont créés au sein de la Direction des routes. »
Des études ultérieures aboutissent à l'élaboration d'un projet encore plus ambitieux visant à la desserte de la capitale par le nord, l'est et l'ouest, plans qui font l'objet de diverses extensions et modifications en 1942 et 1943 sans connaître de concrétisation compte tenu de la guerre - l'occupant allemand mettant en place en 1942 un Service spécial de l'autoroute Paris-Lille.
« Le dossier fait partie des premiers sujets réactivés dès la libération. Un nouveau rapport d'avant-projet d'Autoroute du Nord de la France est remis au Ministre des Travaux Publics et des Transports le 18 août 1945 et complété le 18 janvier 1946 [...]  Ce dossier est pris en considération le 10 janvier 1947 par le Ministre qui prescrit de poursuivre les formalités en vue de la déclaration d'utilité publique de l'autoroute [...] Ce n'est que quatre ans plus tard, le 10 septembre 1951, que le premier tronçon [...] est déclaré d'utilité publique ... Les travaux démarrent rapidement et une première section de 19 km ouvre entre Lille et Carvin trois ans plus tard. Elle est prolongée jusqu'à Fresnes en 1958. »

### Développements du réseau autoroutier dans l'après-guerre
C'est au cours de cette seconde moitié des années 1950 que le réseau autoroutier français connaîtra son véritable essor, avec la mise en place d'un cadre législatif et institutionnel.
Le 18 avril 1955 voit en effet l'adoption de la loi 55-435 « portant statut des autoroutes ». L'État n'ayant pas les moyens de développer à lui seul le réseau autoroutier, la loi introduit le régime de la concession et permet le recours au péage comme moyen de financement des tronçons concédés. « Le projet de loi établi en 1952 par Antoine Pinay, alors ministre des Transports et des Travaux Publics, est adopté non sans mal. Le débat fut mouvementé entre la gauche qui défend l'égalité pour tous et qui souhaite la redistribution des fonds routiers à la route (taxe sur les carburants...), et la droite qui défend l'idée du péage permettant de construire des autoroutes aux nombreux avantages. » Plusieurs conditions sont dès lors imposées pour garantir le vote de la loi : instauration temporaire du péage et, exceptionnellement, de concessions, interdiction du péage en milieu urbain.
La première société d'autoroutes est fondée dès l'année suivante : il s'agit de la société Autoroutes Esterel-Côte d'Azur (ESCOTA), chargée de la réalisation de l'autoroute A8. Cette autoroute inaugure le premier péage autoroutier en France. Les années qui suivent verront apparaître d'autres sociétés autoroutières (Société de l’Autoroute Paris – Lyon (SAPL), qui deviendra la société des Autoroutes Paris-Rhin-Rhône, en 1961, etc.).
En 1957, l'Association mondiale de la route donne une définition internationale de l'autoroute qui sera ensuite adoptée lors d'une réunion des ministres de la Conférence européenne des ministres des Transports, les caractéristiques techniques devenant alors communes à toute l'Europe.
En 1960, un premier plan directeur routier - le « plan directeur d’aménagement du réseau routier » - est élaboré, qui prévoit le tracé de 3 558 km d’autoroutes dont 1 933 km à réaliser avant 1975, 15 500 km de routes nationales importantes dont 6 500 km de premier ordre, 9 000 km de second ordre et 62 000 km de troisième ordre.

### Grandes étapes de l'histoire du réseau autoroutier français

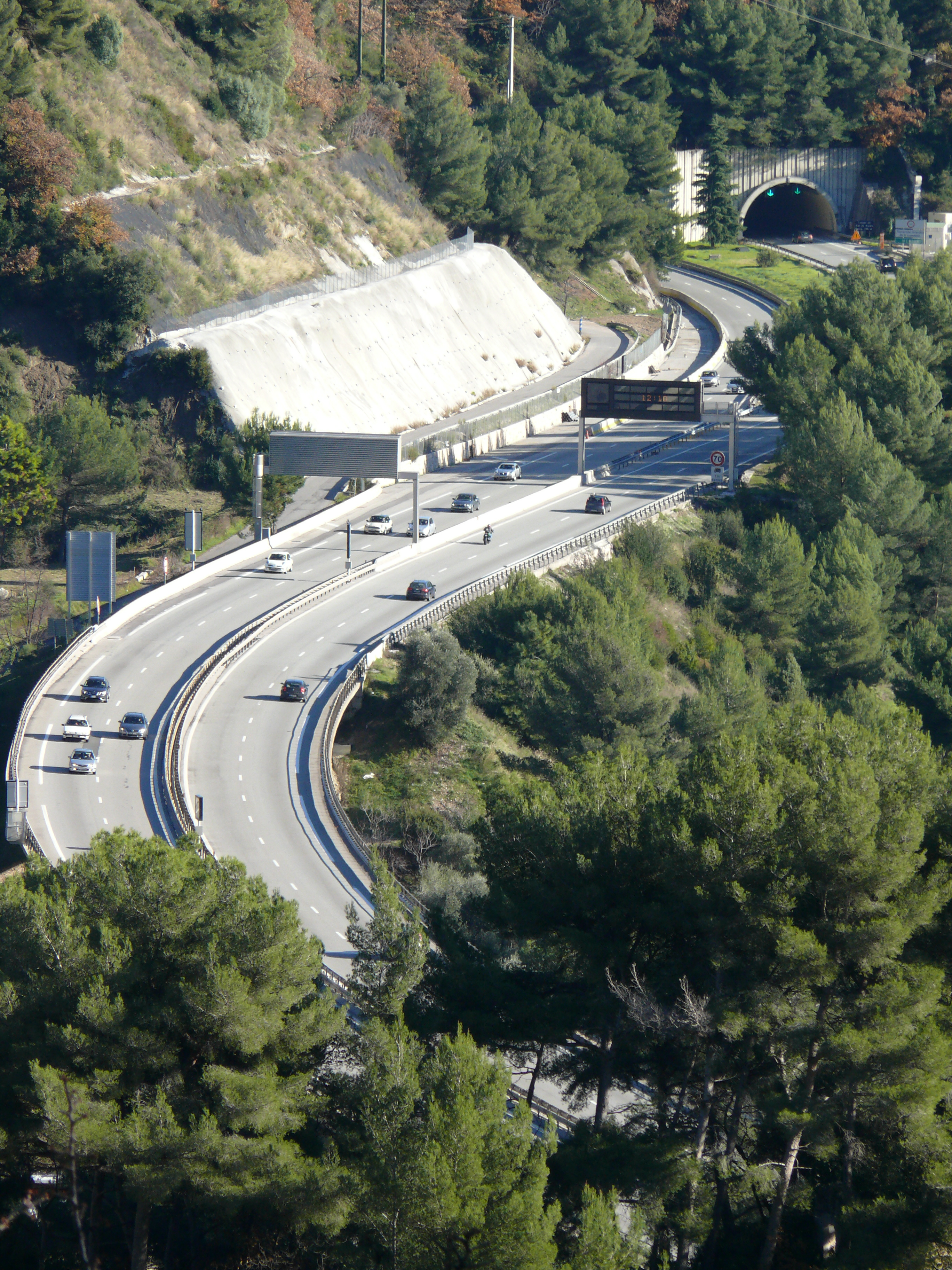
L'autoroute A8, près de Gorbio, au-dessus de Menton (06).

Pressenti dès les années 1940, élaboré et doté d'un cadre juridique durant les années 1950, le développement du réseau autoroutier français a véritablement débuté avec les années 1960.
- En novembre 1961, une première section de l'autoroute A2 qui, adossée à l'A1, doit rejoindre la frontière belge est déclarée d'« utilité publique ». Le projet de l'A3, qui remonte au début des années 1940 mais qui n'avait pas connu de concrétisation, pour des raisons budgétaires, vu la priorité accordée alors à la reconstruction, est repris et complété à la fin des années 1950 pour faire face au développement important de l'urbanisation en banlieue Est de Paris.
- En 1968, le Service d'Études Techniques des Routes et Autoroutes (SETRA) est fondé pour l'application des règlements techniques autoroutiers. Le réseau s'étire alors sur 963 kilomètres.
- 1982 - Le nom de l'autoroute est désormais précédée d'un « A », l'utilisation d'autres lettres étant supprimée.
- Au 1er janvier 1991, le réseau autoroutier national comprenait 7 007 km d’autoroutes dont 5 496 km d’autoroutes concédées.
- Le 14 décembre 2004 voit l'inauguration du Viaduc de Millau, situé sur l’autoroute A75 et franchissant la vallée du Tarn dans l'Aveyron.

### Enjeux actuels
De 1955 à 2003, le péage a permis de financer 7 600 km d'autoroutes, soit environ 80 % du réseau total.

## Consistance du réseau
Le réseau autoroutier français est une partie du réseau national, constitué en 2020 de 11 660,218 km d'autoroutes, réparties en 143 dénominations, dont 8 735,371 km sont concédés de bout en bout, environ 592 km (221,298 + 370,830) sont partiellement concédés et 2 332,719 km sont non concédés de bout en bout. En ajoutant les 3 284,127 km de bretelles d'autoroutes, le réseau totalise 14 944,40 km.
| Classes fonctionnelles des sections du réseau routier national. | Longueur bretelles (mètres) | Longueur (mètres) | Ratio (%) |
| --------------------------------------------------------------- | --------------------------- | ----------------- | --------- |
| Autoroute                                                       | 3 284 127 m                 | 11 660 218 m      | 28,2      |

## Politiques des pouvoirs publics
Tout au long du développement du réseau autoroutier français, les pouvoirs publics ont eu le souci de définir un cadre législatif, de mettre en place les organes institutionnels de contrôle et de gestion veillant notamment à l'application de ce cadre législatif et a élaboré des programmes de constructions cohérents et viables, notamment sur les plans techniques et financiers.
L'intervention des pouvoirs publics a également porté sur des thématiques plus globales comme la sécurité routière, l'organisation du transport des biens et des personnes, la protection de l'environnement - la « gouvernance environnementale » - et le développement durable.

### Cadre législatif
L'adoption de la loi du 18 avril 1955 « portant statut des autoroutes » fut véritablement l'acte législatif fondateur du réseau autoroutier français, organisant notamment le mode de financement de son développement. Elle fut suivie d'autres lois, décrets et règlements adaptant celui-ci aux réalités et contraintes économiques et budgétaires ou intégrant la politique autoroutière française à la politique commune européenne.

### Plans directeurs
Dans la foulée du plan directeur d’aménagement du réseau routier, le Premier ministre Georges Pompidou fixe comme priorité absolue à la politique routière la construction d’une autoroute reliant Lille, Paris et Marseille en 1963 mais la France ne possède encore que 1 000 km d'autoroutes en 1967. Ce premier plan sera suivi d'autres : « Schéma directeur des grandes liaisons routières » en 1971, « schéma d'aménagement à long terme du réseau national » en 1978,.
- 30 décembre 1982 - La « loi d'orientation des transports intérieurs » (LOTI) introduit le principe des « schémas directeurs routiers nationaux ». Elle prévoit que les schémas soient « élaborés en prenant compte de nombreux critères tels que les besoins des usagers, l'aménagement du territoire, les coûts, les besoins de la nation et le plan de la nation ... Les schémas directeurs routiers nationaux sont des documents « d'affichage des choix publics », auxquels doit se conformer tout projet de voie rapide de plus de 25 kilomètres. Les schémas s'appliquent aux liaisons interurbaines[17]. »
- 12 septembre 1986 - Annonce par Pierre Méhaignerie, ministre de l’Équipement, du Logement, des Transports et de l’Aménagement du Territoire, de la mise en chantier, en 1987, de 180 kilomètres d’autoroutes (contre 76 km en 1983, 115 en 1985, 106 en 1986 et une progression annuelle de 100 à 160 km dans le cadre du neuvième Plan).
- 13 avril 1987 - Adoption d’un « schéma directeur routier national » prévoyant la construction d’environ 2 730 kilomètres de voies autoroutières (dont 1 500 km d’autoroutes) par le Comité interministériel d’aménagement du territoire. Jacques Chirac, Premier ministre, souligne à cette occasion l’importance de l’aménagement du territoire « dans la perspective de la création du grand marché unique européen » et indique qu’une part des produits de la privatisation (deux milliards de francs) sera affectée aux dotations en capital de certaines entreprises autoroutières.
- 10 février 1988 - Présentation du nouveau schéma directeur routier national prévoyant la réalisation, en dix ans, de 2 840 km d’autoroutes concédées, contre 1 200 km envisagés initialement.
- Le nouveau schéma directeur de 1990 prévoit que le réseau routier national devra comporter, pour 2005, 35 284 km d’autoroutes, qui compléteront ainsi le maillage du territoire assuré par les 350 000 km de routes départementales et les 500 000 km de voies communales.

« Depuis la décision commune du Parlement européen et du Conseil du 23 juillet 1996, le schéma directeur de la France a été fondu dans un ensemble plus vaste, le réseau transeuropéen de transport (RTE). L'article 2 de la décision prévoit que le RTE est mis en place progressivement à l'horizon 2010, à l'échelle communautaire, en intégrant des réseaux d'infrastructure de transport terrestre, maritime et aérien. La décision comporte une carte du réseau autoroutier transeuropéen, dont la partie française reprend très largement les tracés établis par le SDRN. » En juin 1999, le Sénat français constate que « la programmation routière française est critiquée de manière récurrente par la Cour des comptes, qui lui reproche de ne pas fixer de priorités et de n'avoir pas de caractère contraignant. Les schémas ne sont pas discutés au Parlement et sont seulement approuvés par décret, en application de la LOTI. »
- 18 avril 2002 - Décret 2002-560 approuvant les « schémas de services collectifs de transport » se substituant aux « schémas directeurs routiers nationaux ».

En janvier 2014, le Cabinet du ministre des transports présente un Plan de relance autoroutier (PRA) prévoyant la réalisation de 23 opérations, de 2015 à 2020, pour un montant de 3,6 milliards d'euros. Le gouvernement signe en 2015 avec les sociétés d’autoroutes le plan de relance autoroutier. Celui-ci consiste essentiellement en un allongement de la durée des concessions en échange de travaux d’amélioration du réseau. Son but affiché est de relancer l’économie notamment dans le secteur du BTP. Selon un référé de la Cour des comptes, publié en avril 2019, ce plan de relance autoroutier rapportera finalement aux concessionnaires autoroutiers cinq fois plus que leurs mises.

### Organes institutionnels
- Autorité de régulation des transports
- Suppression, en 2016, de la Commission nationale des marchés des sociétés concessionnaires d'autoroutes ou d'ouvrages d'art
- Autoroutes de France est un établissement public qui dispose d'un budget et d'une comptabilité propres, il n'est donc pas dépourvu de toute consistance[22]. En 1983, Jean Chamant y représentait le sénat[23]
- Service d'études sur les transports, les routes et leurs aménagements

La France compte aussi plusieurs sociétés concessionnaires d'autoroutes au statut de SEM.

### Autoroutes urbaines

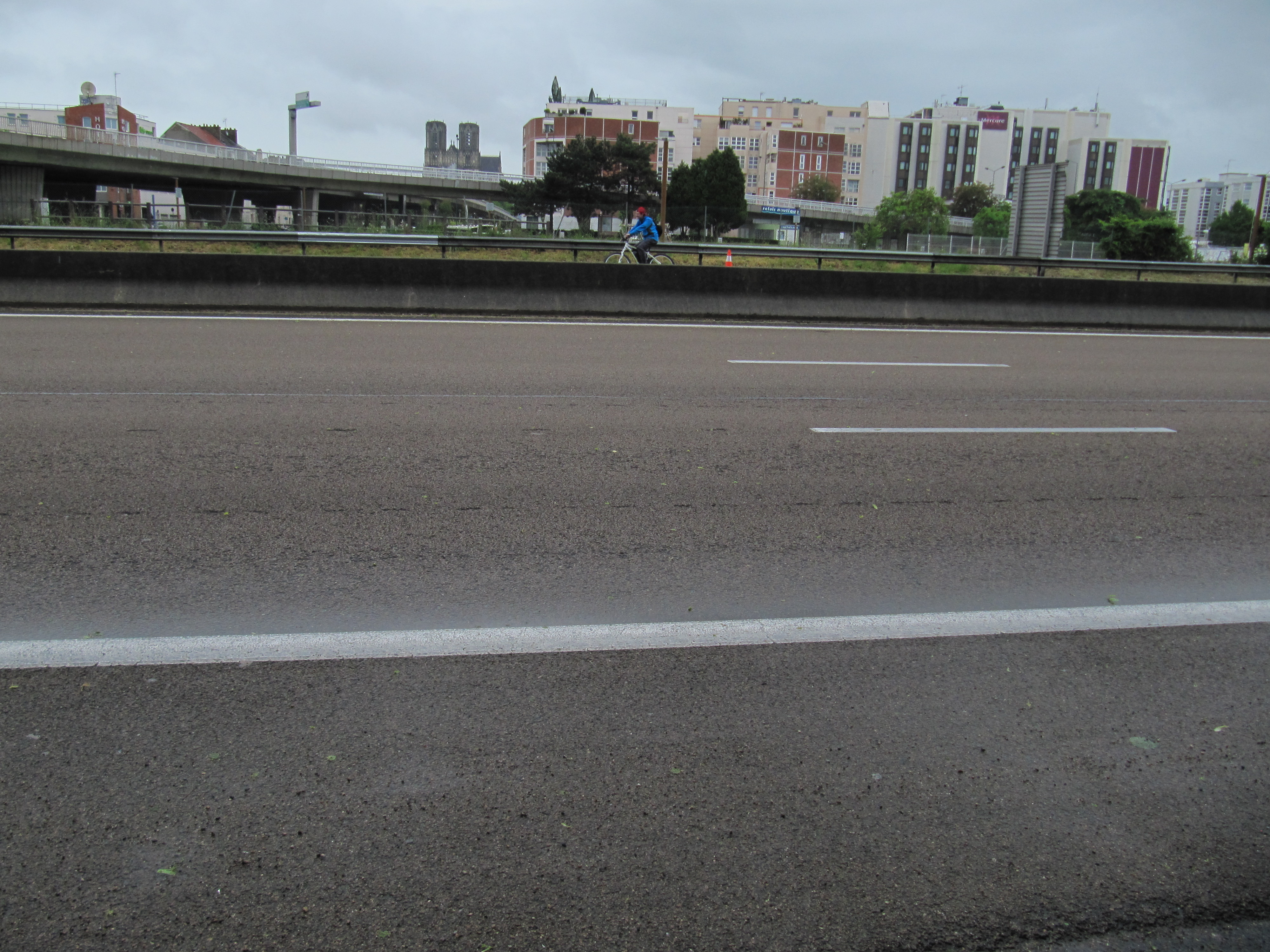
Autoroute urbaine de Reims limitée à 90 km/h

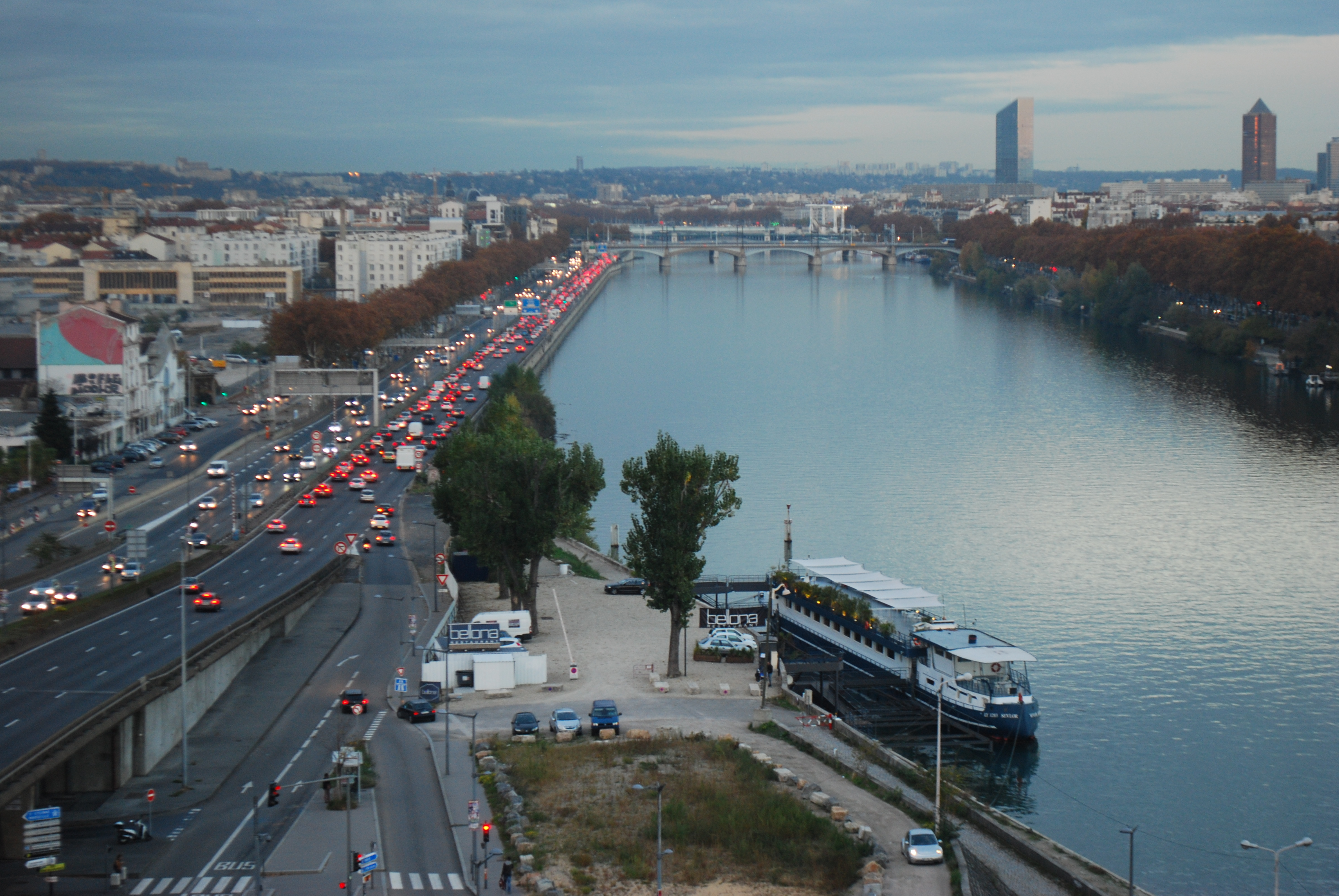
Autoroute urbaine A7 à Lyon est limitée en 2015 à 70 km/h

Les projets d’autoroutes de sortie  des  villes  sont  déjà  bien  engagés avant la Seconde Guerre mondiale.
Il s'agissait de projet ambitieux.
Ils étaient présentés dans les années 1960 et 1970 comme des autoroutes urbaines, mais ils se transforment progressivement en rocades, puis en voies rapides ou voies express dans les années 1980 
et 1990, mais aujourd'hui ils commencent à être considérés comme des boulevards ou des voies urbaines.

#### Coûts de construction
En 1985, le coût des autoroutes urbaines est estimé comme suit:
- À Paris, en 2 fois 3 voies
- (TVA comprise) 
  - hors agglomération : 30 millions de francs TTC du kilomètre
  - grande banlieue (rocade A 87, villes nouvelles, etc.) : 50 millions de francs TTC du kilomètre
  - en moyenne banlieue (A 86, radiales ou transversales entre 3 et 10 kilomètres du boulevard périphérique) : 300 millions de francs TTC du kilomètre
  - en proche banlieue (moins de 3 kilomètres de boulevard périphérique) :480 millions de francs TTCdu kilomètre
- en province, en 2 fois 2 voies
  - agglomération de moins de 100 000 habitants : 30 millions de francs du kilomètre
  - agglomération de 100 000 à 300 000 habitants : 50 millions de francs du kilomètre
  - agglomération de plus de 300 000 habitants : 75 millions de francs du kilomètre

#### Urbanisations sans périphériques

##### Lyon
En France, la ville de Lyon a donné le sentiment en France à l'occasion de différents chantiers d'être une ville pionnière en termes d’implantation des autoroutes  urbaines.
Avant guerre, à Lyon, des ponts ont dû être construits formant une mini-autoroute urbaine.
La période dite des trente glorieuses, a donné l'occasion de deux projets phare de l'époque : le tunnel de Fourvière, et le centre d’échange de Perrache.
Il est alors prévu de construire des tronçons autoroutiers LY 1  jusqu’à  LY 13, pour desservir les banlieues.
Certains projets ont dû être abandonnés en raison des problèmes de libération de terrain, du contexte socio-environnemental, de la mobilisation de comités de défense de quartiers mais aussi de leur coût.
En 1997, ouverture du Tronçon Nord (TEO).
Le schéma autoroutier conçu durant l’entre  deux  guerres  ne correspond plus aux  préoccupations circulatoires et sociétales actuelles.
| Projets d’autoroutes urbaines | Projets (passés ou en cours)           | Réalisations actuelles                |
| ----------------------------- | -------------------------------------- | ------------------------------------- |
| LY 1                          | Couverture d’une partie (Villeurbanne) | Boulevard Laurent Bonnevay            |
| LY 2                          | Boulevard de l’Europe                  | Boulevard de Stalingrad Tram T 4      |
| LY 3                          | Tronçon Ouest du périphérique          | TEO                                   |
| LY 4                          | Tram T 4 (Boulevard des États-Unis)    | Boulevard Urbain Sud                  |
| LY 5                          |                                        | Entrée A 42                           |
| LY 6                          |                                        | Desserte TC en site propreTram T 3    |
| LY 7                          |                                        |                                       |
| LY 8                          |                                        | Rue Marietton et Boulevard du Valvert |
| LY 9                          |                                        | Avenue Tony Garnier                   |
| LY 10                         |                                        |                                       |
| LY 11                         | Rocade des villages                    | A 46 / RN 346                         |
| LY 12                         |                                        | Avenue du Progrès                     |
| LY 13                         | Boulevard Urbain Est                   | Boulevard Urbain Sud                  |

La ville de Lyon ne dispose pas d'un périphérique faisant le tour complet de la ville, il ne la contourne que par l'est et le nord, ainsi qu'une autoroute qui traverse son centre-ville, souvent dénoncée comme le symbole des conceptions de l’aménagement urbain pendant les Trente glorieuses.
Lyon connaît deux tunnels autoroutiers (sous la colline de la Croix-Rousse, construit entre 1939 et 1952 et sous celle de Fourvière, réalisé entre 1965 et 1971) et la réalisation d’un axe autoroutier nord-sud dans les années 1950.

##### Marseille
Marseille compte trois autoroutes pénétrantes réalisées au cours des années 1950 à 1975 : au nord-ouest, l’A 7 (vers Lyon), et l’A 55 en direction du littoral ; l’A 50, en direction de Toulon.
Ces autoroutes urbaines ont été conçues dès les années 1930, pour être par la suite reliées par une rocade. Depuis 1992, le projet de rocade est déclaré d’utilité publique.
Une rocade de 9 km (appelée L2) reliant l’A 7 à l’A 50 par l’est et le nord sous forme de demi-périphérique a été totalement ouverte à la circulation fin 2018.
Cette voie n'est pas intégralement autoroutière ; elle est constituée de boulevards urbains et est couverte à 70 %.

##### Nice
Nice a connu trois projets d'autoroutes urbaines : à l’ouest et au nord (AUN, maintenant A8), au sud (AUS) et à l’est (AUE).
L'autoroute A8 concentre ainsi le trafic de transit, ainsi que le trafic urbain de l'agglomération niçoise, attiegnant ainsi 100 000 véhicules/heure à certaines heures de pointe.

##### Strasbourg
L’agglomération Strasbourgeoise est traversée en son milieu par l’autoroute A35 (déclassé en M35 dans le territoire de l'eurométropole de Strasbourg depuis 2021) en elle-même prolongée par l’autoroute A4 (déclassé en M35 dans le territoire de l'eurométropole de Strasbourg depuis 2021), l’autoroute A350 (déclassé en M350 depuis 2021) en direction de Schiltigheim et du parlement européen et l’autoroute A351 vers la banlieue ouest servent de pénétrantes.
Aujourd’hui cette autoroute passant à proximité du centre ville est à 2x3 voire 2x4 voies et est un des axes les plus chargés de France après le périphérique parisien.

#### Urbanisations avec périphériques

##### Paris
À Paris 35 km de ceinture périphérique sont construits en peu de temps dans un environnement urbain contraignant. Envisagé dès les années 1940, la construction du périphérique commence en 1956 et s’achève en 1973.

##### Périphérique par route unique
Bordeaux et Nantes sont également dotés de périphériques véritables.
Le périphérique de Nantes est la route nationale RN 844 ; il ne connait pas de discontinuité majeure.
Il est constitué de 43 km construits entre 1970 et 1994.
La rocade de Bordeaux est constituée par l'A630 et la RN 230, qui compte 45 km ; elle est construite entre 1967 et 1993.

##### Périphérique par assemblage
Dans certaines villes, le périphérique n'a pu être construit que par assemblage:
- Lille (A1, A25, A22, A27 et A23)
- Toulouse (A 61, A 62 et A 620).

### Aménagement du territoire, développement économique et problématique environnementale
L'Étude d'environnement d'un projet routier concerne l'approche environnementale suivie à l'occasion d'un projet routier.
Le code de l'environnement, créé en 2000, définit des règles qui s'imposent aux projets d'infrastructures routières, et rassemble un ensemble de textes législatifs.
Le terme « environnement » est à prendre, dans le domaine des études préalables routières, au sens large. Ce domaine rassemblera toutes les thématiques qui décrivent les lieux de vie des espèces animales et végétales.

### Grandes étapes de la politique autoroutière
- milieu XXe siècle : projet d'autoroutes urbaines

C'est au cours de cette seconde moitié des années 1950 que le réseau autoroutier français connaîtra son véritable essor, avec la mise en place d'un cadre législatif et institutionnel.
« Le dossier fait partie des premiers sujets réactivés dès la libération. Un nouveau rapport d'avant-projet d'Autoroute du Nord de la France est remis au Ministre des Travaux Publics et des Transports le 18 août 1945 et complété le 18 janvier 1946 [...]  Ce dossier est pris en considération le 10 janvier 1947 par le Ministre qui prescrit de poursuivre les formalités en vue de la déclaration d'utilité publique de l'autoroute [...] Ce n'est que quatre ans plus tard, le 10 septembre 1951, que le premier tronçon [...] est déclaré d'utilité publique ... Les travaux démarrent rapidement et une première section de 19 km ouvre entre Lille et Carvin trois ans plus tard. Elle est prolongée jusqu'à Fresnes en 1958. »
En 1957, L'Association mondiale de la route donne une définition internationale de l'autoroute qui sera ensuite adoptée lors d'une réunion des ministres de la Conférence européenne des ministres des Transports, les caractéristiques techniques devenant alors communes à toute l'Europe.
En 1960, un premier plan directeur routier - le « plan directeur d’aménagement du réseau routier » - est élaboré, qui prévoit le tracé de 3 558 km d’autoroutes dont 1 933 km à réaliser avant 1975, 15 500 km de routes nationales importantes dont 6 500 km de premier ordre, 9 000 km de second ordre et 62 000 km de troisième ordre.
À cette époque les autoroutes sont mises en service peu après les phases d'étude.
En 1975, Accord européen sur les grandes routes de trafic international (AGR) du 15 novembre 1975 fait connaitre le besoin d'interconnexion.
Après le krach pétrolier, et jusque dans les 1990, le manque de volonté politique et de la raréfaction des financements publics, le développement du réseau autoroutier est ralenti, notamment en milieu urbain.
Depuis 1989, les emprunts émis en vue de financer les opérations de construction d'autoroutes inscrites aux plans d'amélioration du réseau routier national peuvent bénéficier de la garantie de l’État. Des avances peuvent, en outre, être consenties par l’État, pendant les premiers exercices, pour assurer l'équilibre de l'exploitation des sociétés d'économie mixte dans lesquelles les intérêts publics sont majoritaires.
En 1995, depuis la réorganisation des Sociétés d'économie mixte concessionnaires, la construction d'autoroutes s'accélère.
Au tournant du siècle, fin XXe siècle, début XXI, désengagement partiel de l'État par déclassement de nombreuses routes nationales.
Enfin, depuis les années 2000, d'autres techniques de financement, comme le PPP (partenariat public-privé) ou la mise en concession par appel d'offres européen sont utilisées.
Les collectivités publiques financent ainsi les nouveaux tronçons à très faible trafic qu'il devient difficile de financer dans des zones à fort relief (A51 entre la Saulce et le col de Fau).

## Gestion financière du patrimoine autoroutier français
L'ensemble du réseau autoroutier, y compris le réseau concédé, appartient à l'État. Les départements ne sont pas habilités à posséder et à construire des autoroutes. En cas de transfert d'un tronçon autoroutier à une collectivité locale, ce tronçon perd son statut d'autoroute (déclassement), tout en pouvant être reclassé en voie express, avant d'être remis à la collectivité locale — comme ce fut le cas pour l'A701 et l'A199 en 2006. Depuis la réforme de 2005[Laquelle ?], les départements peuvent eux aussi concéder une partie de leur réseau routier.
En matière de gestion financière, pour les autoroutes non concédées, c'est l'État, via les Directions interdépartementales des routes (DIR), qui en a la charge et assure l'entretien du réseau. Il est également chargé des nouvelles constructions, via les services régionaux de maîtrise d'ouvrage (SMO), placés au sein des directions régionales de l'équipement (DRE), qui pilotent les projets routiers neufs. Pour les autoroutes concédées, ce sont les sociétés concessionnaires qui assurent l'un et l'autre.

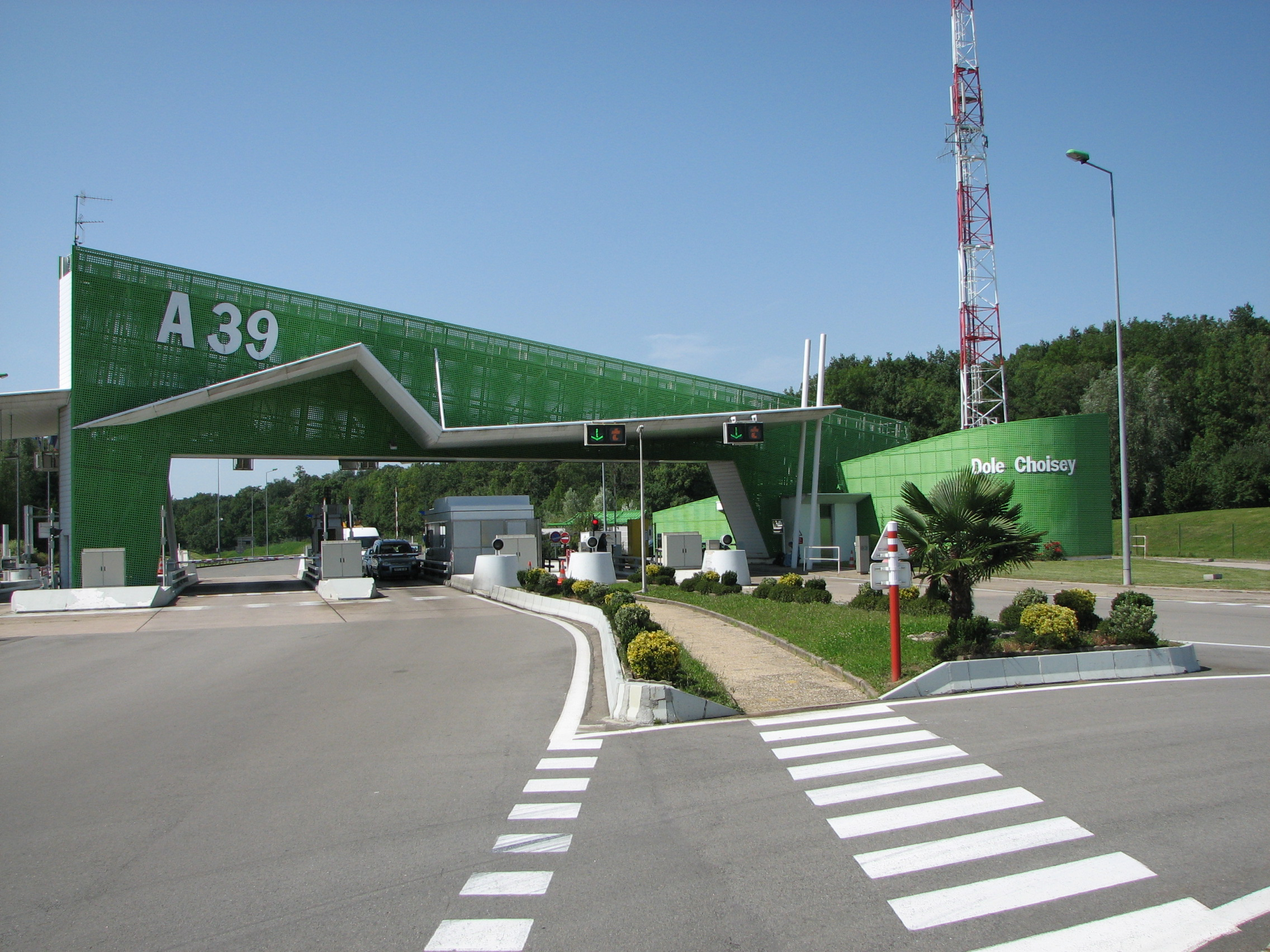
Péage de Dole-Choisey sur l'autoroute A39

« La modernisation et le développement du réseau autoroutier est réalisée par l'État soit grâce à un financement budgétaire classique (Plans de Développement et de Modernisation du Réseau (PDMI), Plan exceptionnel d'Investissement (PEI), Contrats d'agglomérations…), soit dans le cadre de contrats de partenariat (partenariat public-privé (PPP)). Depuis les années 2000, le développement autoroutier est assuré par d'autres techniques de financement : le PPP (partenariat public-privé) ou la mise en concession après un appel d'offres européen. En conséquence, dans la majorité des cas, les collectivités publiques doivent subventionner les nouveaux tronçons et la réalisation de nouvelles autoroutes dites « d'aménagement du territoire » (à très faible trafic) devient aléatoire, voire impossible dans les zones à fort relief (A51 entre la Saulce et le col de Fau). Afin d'accélérer la modernisation du réseau, les collectivités locales sont fortement incitées à participer au financement des nouvelles sections. Les sociétés concessionnaires dans le cadre de leur contrat de concession assurent le financement des nouvelles sections avec la possible participation de l'État et des collectivités territoriales via une subvention d'équilibre. »
« Les décisions du CIACT constituent le cadre de référence de la planification des transports routiers (décisions du 8 décembre 2003, du 14 octobre 2005 et du 6 mars 2006). Ensuite, pour l'ensemble des autoroutes, y compris celles qui sont à concéder, c'est l'État — en particulier le ministère chargé des transports (direction générale des routes) — qui décide ou non de leur étude. Les collectivités locales peuvent demander l'inscription dans ce schéma auprès de l'État d'un nouveau projet autoroutier. »

### Évolution de la gestion financière avant 2000
« Le système de financement des autoroutes mis en place en France par la loi de 1955 a permis d'assurer quasiment sans apport budgétaire direct la constitution d'un réseau autoroutier moderne constitué de sections cohérentes, confiées sur un espace donné à un même gestionnaire, qui a ainsi pu les exploiter dans de bonnes conditions. »

### Financements européens
« Un certain nombre de liaisons françaises ont pu bénéficier de financements communautaires ou du mécanisme de prêts temporaires de la Banque européenne d'investissement en raison de leur inscription au réseau de transports européens. Il s'agit, par exemple, de l'élargissement du tunnel de Chamoise et des viaducs de Nantua et Neyrolles, de l'autoroute A39 entre Lons-le-Saunier et Bourg-en-Bresse ou de l'A16 entre Amiens et Boulogne. De manière générale, les financements communautaires sont orientés vers la réalisation de tronçons qui n'auraient pas forcément d'intérêt particulier pour un pays pris isolément, mais qui permettent de mailler le réseau au niveau européen. »

### Analyses et évolution des tarifs de péage
Un rapport sénatorial de 2019 met en lumière l'explosion des tarifs de péage consécutivement à la privatisation des concessions : « La hausse des tarifs des péages, c'est-à-dire des tarifs kilométriques moyens (TKM) prévue dans les contrats de concession et entérinée annuellement par arrêté, s'établit à plus de 20 % depuis 2006. Dans le même temps, l'inflation a évolué de 10,14 %. Dans un rapport de 2013, la Cour des comptes avait d'ailleurs déploré cette hausse des péages supérieure à l'inflation. ».
En 2020, un nouveau rapport sénatorial pointe du doigt le manque à gagner pour l'État. Selon le sénateur UDI Vincent Delahaye, les privatisations d'autoroutes de 2006 auraient occasionné un manque à gagner de 7,8 milliards d’euros pour l'État français. Il déplore l'opacité des négociations de 2015 - dans lesquelles sont intervenus les cabinets de Ségolène Royal (alors ministre de l'Écologie) et d'Emmanuel Macron (ministre de l'Économie) - à l'issue desquelles a été signé un protocole d’accord « très favorable aux sociétés d’autoroutes ». Quinze ans après la privatisation des autoroutes organisée par le gouvernement Villepin, les chiffres montrent un « enrichissement disproportionné des groupes Vinci, Eiffage et Abertis » : Vincent Delahaye soutient que « dès 2022, les estimations montrent que Vinci Autoroutes et Eiffage auront atteint les objectifs de rentabilité qu’ils espéraient. Or, les contrats courent jusqu’en 2031 et 2036, il y a au moins dix années de trop »,,.

## Paiement
La loi prévoit qu'à partir du 1er janvier 2007, les nouveaux systèmes de télépéage  utilisent une ou plusieurs des technologies suivantes pour l'exécution des transactions de télépéage :
- La localisation par satellite ;
- Les communications mobiles selon la norme GSM-GPRS (référence GSM TS 03.60/23.060) ;
- Les micro-ondes de 5,8 GHz.

## Cartographie et organisation du réseau

### Étendue

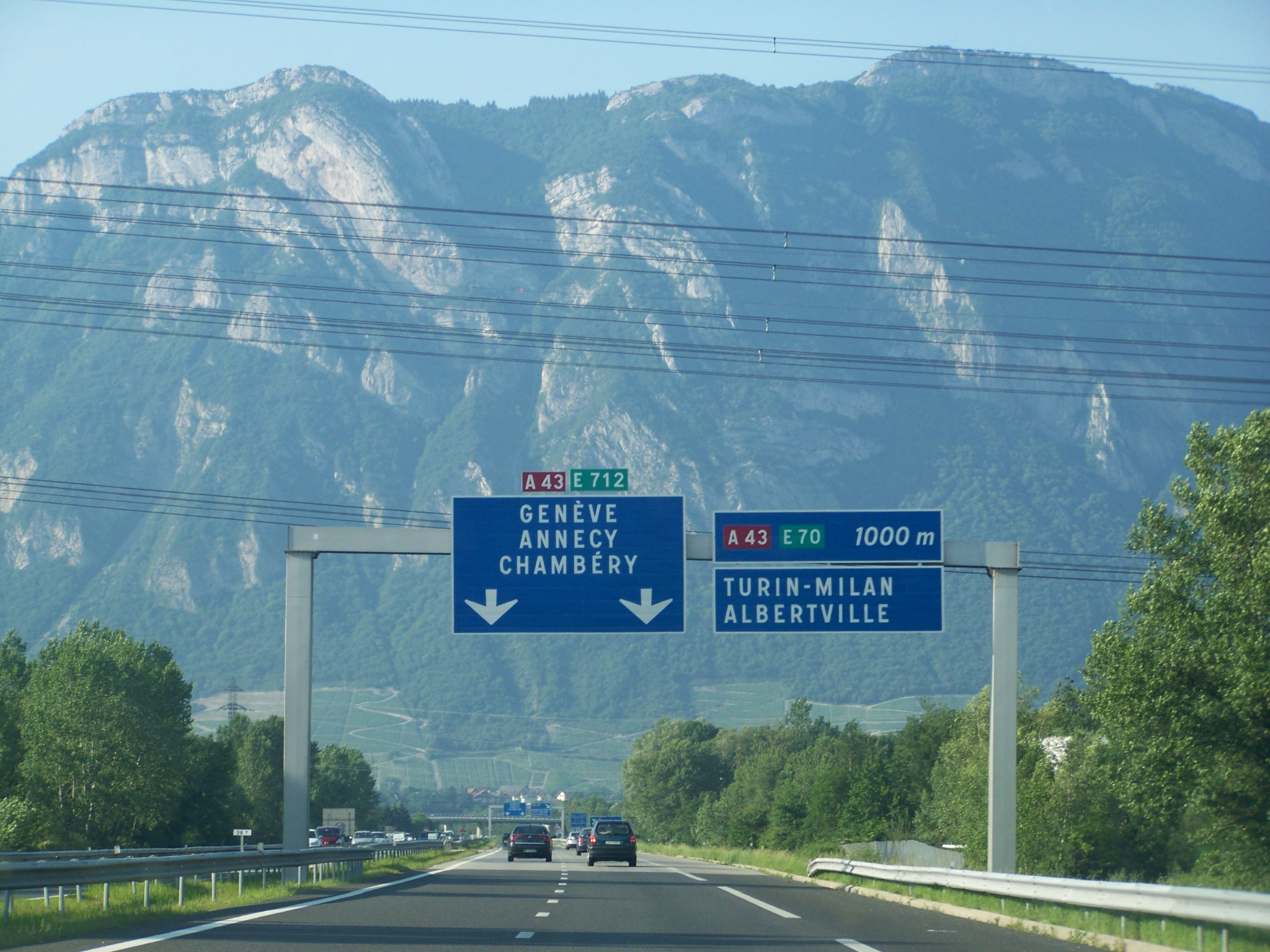
Panneau indiquant la double appartenances de certaines routes au réseau autoroutier (rouge) et au réseau de routes européennes (vert) sur l’A41 entre Pontcharra et Montmélian

Le réseau routier national comporte 21 157 km :
- 11 412 km d’autoroutes, dont 8 578 km sont concédées à des sociétés concessionnaires sous contrat avec l’État ;
- 9 745 km de routes nationales.

Une partie du réseau autoroutier et une partie des routes nationales font partie des itinéraires européens.
À titre de comparaison, les routes transeuropéennes parcourent 10 777+2 249 kilomètres en France, alors que les routes européennes parcourent 10 777 + 1 641 kilomètres en France, ce qui peut laisser supposer qu'une certaine partie du réseau est commune.

### Cartographie et numérotation
Les autoroutes classées autoroutes sont numérotées avec la lettre A. Les routes nationales sont numérotées N ; les routes nationales notamment en 2 × 2 voies peuvent être classées voies express comme la RN 12 (voir galerie/cartes). Des voies express peuvent également se trouver au niveau des routes départementales.
Les numéros d'autoroute sont organisés en cluster correspondant à des aires géographiques :
- Les autoroutes A1, A3, A4, A5, A6, A10, A13, A14, A15, A16 radiales de Paris et les embranchements A2, A11 et A12 venant de l'A1, A10 et A13, respectivement. L'A7 commence à Lyon, alors que l'A6 y finit. Les A8 et A9 commencent respectivement à proximité d'Aix-en-Provence et d'Avignon.
- La série des A2x se trouve dans le nord de France sauf l'A20 qui se trouve au centre de la France.
- La série des A3x se trouve dans l'Est de la France.
- La série des A4x se trouve à proximité des Alpes.
- La série des A5x se trouve autour de Marseille.
- La série des A6x se trouve dans le Sud-Ouest de la France.
- La série des A7x se trouve dans le centre du pays.
- La série des A8x se trouve à l'ouest de Paris sauf l'A86 qui se trouve dans la région parisienne et l'A89 qui relie Lyon à Bordeaux.

Il existe deux autoroutes A1, une à Paris, et une en Martinique.

Réseau autoroutier en métropole en 2012, en jaune les autoroutes A, en rouge les voies rapides
A26, A28, A29 et A19 : segments de la plus grande des boucles contournant Paris.
Autoroutes A40-A49.
Autoroutes A50-A59.
Autoroutes A60-A69.
A86 (bleu), A104 (vert) et le Périphérique (orange).

### Connexions internationales

Panneau situé sur les routes à l'entrée du territoire français

Le réseau autoroutier métropolitain est connecté au réseau autoroutiers européens voisins généralement par des autoroutes mais parfois par des routes nationales (pouvant être des routes express) :

#### Belgique
Six autoroutes franchissent la frontière franco-belge :
- E17 : La route européenne 17 est une route reliant Anvers ( Belgique) à Beaune en passant par Lille et Reims.
- E19 : La route européenne 19 est une route reliant Amsterdam ( Pays-Bas) à Paris en passant par Anvers, Bruxelles et Mons ( Belgique). En France, elle emprunte les autoroutes A1 et A2.
- E40 : La route européenne 40 est une route reliant Calais à Ridder ( Kazakhstan), en passant par Gand, Bruxelles et Liège ( Belgique).
- E42 : La route européenne 42 est une route reliant Dunkerque à Aschaffenbourg ( Allemagne) en passant par Mons, Charleroi, Namur et Liège ( Belgique).
- E411 : La route européenne 411 est une route reliant Bruxelles ( Belgique) à Uckange, entre Thionville et Metz.
- E420 : La route européenne 420 est une route reliant Nivelles et Charleroi ( Belgique) à Reims.

En outre, deux autres routes européennes, qui ne sont donc pas des autoroutes, franchissent la frontière :
- E44 : La route européenne 44 est une route reliant Le Havre à Giessen ( Allemagne) en passant par Amiens, Charleville-Mézières et Longwy.Elle ne traverse la Belgique que sur 2,4 kilomètres, à Aubange, avant d'atteindre le Luxembourg.
- E46 : La route européenne 46 est une route reliant Cherbourg à Liège ( Belgique) en passant par  Caen, Rouen et Reims.

#### Luxembourg et Allemagne
- E25: La route européenne 25 est une route reliant Hoek van Holland (port de Rotterdam aux  Pays-Bas) à Palerme ( Italie) en passant par Liège ( Belgique), Luxembourg  Luxembourg puis Metz, Strasbourg et Mulhouse. Il s'agit de l'unique autoroute franchissant la frontière franco-luxembourgeoise.
- E29: La route européenne 29 est une route reliant Cologne à Sarreguemines en passant par Luxembourg  Luxembourg. Côté allemand, il s'agit d'une autoroute.
- E50: Brest - Gouesnou  Gouesnou - Saint-Brieuc - Tramain  - Rennes  Rennes  Rennes  - La Gravelle  La Gravelle - Laval - Le Mans  Le Mans - Ablis  Ablis  - Massy  Massy  - Paris Boulevard périphérique: Paris  Paris  - Reims  - Châlons-en-Champagne  - Metz  - Freyming-Merlebach  Freyming-Merlebach - Forbach  Allemagne Saarbrücken  - Mannheim  - Heilbronn  - Feuchtwangen  - Nürnberg  - Waidhaus

#### Suisse
- E21 : l'itinéraire emprunte alors l'A40 jusqu'à son intersection avec l'A41 au niveau de Saint-Julien-en-Genevois. L'E21 bifurque alors sur l'A41 en direction de Genève.  Suisse Entre la frontière franco-suisse et Genève l'E21 emprunte l'A1.
- E23 : elle est confondue avec l'A33, de Laxou à Ludres (échangeur avec l'A330), puis confondue avec l'A330, jusqu'à Flavigny-sur-Moselle, et enfin confondue avec la RN 57 jusqu'à la frontière suisse.  Suisse En Suisse, la route est confondue avec l'A9 jusqu'à Orbe puis confondue avec l'A1.
- E27 : l'E27 suit la route nationale 19 jusqu'à la frontière suisse à Delle.  Suisse L'itinéraire continue sur l'autoroute A16 de Boncourt jusqu'à Delémont en passant par Porrentruy.
- E60 : depuis Brest via la N 165 jusqu'à Nantes où elle continue en direction de l'A11. La route européenne continue sur l'A11 depuis la N 165 à Nantes jusqu'à son intersection avec l'A85, l'E60 suit alors l'A85 jusqu'à l'intersection avec l'A10 qu'elle emprunte jusqu'à son intersection avec l'A19. L'E60 continue sur l'A19 jusqu'à Courtenay où elle bifurque sur l'A6 en direction de Beaune. À Beaune l'itinéraire emprunte l'A31 puis l'A36 jusqu'à Mulhouse puis l'A35 entre Mulhouse et la frontière franco-suisse.  Suisse De la frontière franco-suisse au niveau de Bâle jusqu'à Zurich l'E60 emprunte l'A3 puis l'A1 et continue sur l'A1 jusqu'à Sankt Margrethen. À Sankt Margrethen, l'E60 quitte l'autoroute A1 pour prendre la route principale 7 et traverser la frontière en direction de l'Autriche.

#### Espagne et Italie
- Voir Liste des autoroutes de l'Italie
- E5 : l'autoroute A63, de Bordeaux à la frontière espagnole, en passant par Bayonne, Biarritz, Saint-Jean-de-Luz et Hendaye.
- E9 : l’A66 jusqu'à Pamiers ; la N20 de Pamiers à la frontière espagnole; en Espagne, elle emprunte : la C-16
- E15 : en France, le tracé est entièrement autoroutier. Il est classé en tant qu'A26, A1, A6, A7 et A9. En Espagne, le tronçon principal est une voie rapide mais une section est également classée comme autoroute avec l'autoroute espagnole AP-7.
- E70 : 
  - En Espagne :  A Coruña - Baamonde  Baamonde - Gijón - Santander - Bilbao  Bilbao -  Eibar  Eibar (Début de chevauchement avec E5/E80) - Donostia/S. Sebastian - Irún
  - En France :  Hendaye - Bayonne (Fin de chevauchement avec E80) - Bordeaux  Bordeaux Bordeaux (fin de chevauchement avec E5) Bordeaux - Libourne Libourne - Brive-la-Gaillarde Brive-la-Gaillarde - Saint-Germain-les-Vergnes  Saint-Germain-les-Vergnes   Combronde- Clermont-Ferrand Clermont-Ferrand - Balbigny Balbigny - Saint-Étienne Saint-Étienne - Saint-Chamond Saint-Chamond - Givors Givors - Saint-Priest  Lyon (Début de chevaucement E711) - Bourgoin-Jallieu (fin de chevauchement avec E711) - Chambéry  Chambéry  Chambéry - Modane  Modane
  - En Italie :  Bardonnèche  Bardonnèche - Torino Turin  Turin  - Asti (Début de chevauchement E74) - Alessandria (Fin de chevauchement E74) - Tortona  - Piacenza - Brescia  Brescia  - Vérone  - Venise (Début de chevauchement E55) - Palmanova (Fin de chevauchement E55) - Sistiana  Sistiana - Trieste  Trieste (chevauchement E61)
- E80 : 
  - en Espagne A-62 Salamanque Valladolid Palencia Burgos AP-1 Vitoria Saint Sébastien  A-8  Irun
  - en France : A63 E 05 E 70  01 : Hendaye  02 et  03 : Saint-Jean-de-Luz  04 : Biarritz  05: Bayonne A64  09.1 et 10 : Pau A620  25 à 20 : Toulouse A61 A9 (en commun avec  E 15)  38 et 37 : Narbonne  31, 30 et 29 : Montpellier A54  01 : Nîmes N 572 N 113  04, à 07 : Arles A54 A7 E 714 A8  29 et 31 Aix-en-Provence  42 : Cannes  50, à 55 : Nice
  - en Italie :  A10  : Vintimille : Gênes  A12  : Pise  Grand Contournement de Rome ou GRA (Grande Raccordo Anulare)  30 à ** 14 : Rome

#### Monaco
Autres liaisons internationales: Monaco, (A500)

## Accidents
Selon l'observatoire national interministériel de la sécurité routière (ONISR), en 2018, le réseau d'autoroutes françaises a connu 5555 accidents corporels, dont 1335 graves et 246 mortels. Cette année là, 269 personnes y sont tuées, et 7854 sont blessées, dont 1390 hospitalisées.
Sur les autoroutes concédées, le nombre de tués est de 157 personnes en 2018, selon l'association des sociétés françaises d'autoroutes (ASFA). On en déduit qu'en 2018, environ 112 personnes ont été tuées sur les autoroutes non concédées.
La plupart de ces accidents se produisent sur les parties à chaussées séparées. Les autres accidents se produisent sur des chaussées simple à 1, 2, 3, 4 voies ou plus.
Le nombre d'accidents mortels est de 1,4 par milliard de kilomètres parcourus, soit 60 % de plus qu'au Royaume-Uni où l'on compte 1,4 tués par milliard de miles par véhicule.
Sur les autoroutes concédées, le nombre d'accidents corporels est de 18,7 par milliard de kilomètres parcourus par véhicules,
le nombre d'accidents mortels est de 1,4 par milliard de kilomètres parcourus par véhicules en 2019, et le nombre de tués de 1,5 par milliard de kilomètres parcourus par véhicules.
| Pour des raisons techniques, il est temporairement impossible d'afficher le graphique qui aurait dû être présenté ici. | Pour des raisons techniques, il est temporairement impossible d'afficher le graphique qui aurait dû être présenté ici. | Pour des raisons techniques, il est temporairement impossible d'afficher le graphique qui aurait dû être présenté ici. |

D'après l'ASFA, en France, 26 % des tués sur autoroute ne portent pas de ceinture de sécurité.
D'après l'ASFA, sur la période 2015-2019, 19 % des tués n’ont pas attaché leur ceinture, alors que seuls 1,4 % des occupants de véhicules légers ne sont pas ceinturés.
La nuit entre 22 heures et 6 heures du matin, le risque est 3.7 fois plus élevée que le jour entre 6 heures du matin et 22 heures par rapport au trafic circulé.
Le pire accident autoroutier français est l'accident de Beaune en juillet 1982, 53 tués: aucun accident n'a été plus tueur sur les quarante années suivantes.

### Accidentalité par département
En 2018, l'ONISR dispose de statistiques de sécurité routière sur autoroute pour 87 départements métropolitains, et environ un département d'outre mer
En 2018, le département qui compte le plus de tués sur autoroute est les Bouches du Rhône, avec 18 tués représentant 7 % de la mortalité métropolitaine sur autoroute, alors que le second département le plus mortel est le Nord avec 13 tués sur autoroute, soit 5 % de la mortalité autoroutière métropolitaine. Les dix départements les plus mortels regroupent 39 % de la mortalité autoroutière.
En 2018, le département qui compte le plus d'accidents corporels sur autoroute est les Bouches du Rhône, avec 685 accidents corporels, soit 12 % des accidents corporels métropolitains, alors que le second département le plus corporellement accidentogène est la Seine Saint Denis avec 616 accidents corporels sur autoroute, soit 11 % des accidents corporels autoroutiers métropolitains. Les sept départements les plus accidentels Yvelines, Essonne, Val-d'Oise, Hauts-de-Seine, Val-de-Marne, Seine-Saint-Denis et Bouches-du-Rhône, regroupent à eux seuls 57 % de l'accidentalité corporelle autoroutière, soit 3 153 accidents corporels.
Deux départements métropolitains comptent zéro accident corporel et zéro tué sur autoroute en 2018: la Creuse et les Vosges.

### Accidentalité par région
En 2018, la région qui compte le plus de tués sur autoroute est la région Île-de-France, avec 50 tués sur 269, soit 19 %.
Provence-Alpes-Côte d'Azur et Hauts-de-France comptent respectivement 40 et 32 tués, soit 15 % et 12 %. Ensemble, ces trois régions comptent pour 45 % de la mortalité sur autoroute.
En 2018, la région qui compte le plus d'accidents corporels sur autoroute est la région Île-de-France, avec 2 739 accidents corporels, soit 49 % des accidents corporels métropolitains. La seconde région la plus accidentogène est Provence-Alpes-Côte d'Azur avec 1014 accidents corporels, soit 18 % des accidents corporels métropolitains. Ensemble, ces deux régions compte pour deux tiers des accidents corporels sur autoroute.
A contrario, en 2018, la région Bretagne compte 4 tués (1,5 %) sur autoroute dans 39 accidents corporels (0,7 %) sur autoroute.

## Conduite

### Vitesse
Avant décembre 1973, la vitesse n'était pas limitée sur les autoroutes françaises. Elle a été limitée à 120 km/h en décembre 1973. Elle a été montée à 140 km/h le 1er avril 1974.
Les autoroutes sont conçues pour une vitesse nommée V85e qui est la vitesse la plus rapide à laquelle se déplacent 85% des utilisateurs, V85e ne pouvant dépasser la vitesse légale de par sa définition.
En 2013, des études réalisées sur les autoroutes de la Sanef ont révélé que la vitesse médiane est de 127 km/h, alors que 39 % des conducteurs excèdent la limitation de vitesse. Environ 3 % des automobilistes dépassent la vitesse de 150 km/h.
En 2019, l'étude de l'observatoire des vitesses montre que la vitesse moyenne sur autoroute est de 119 km/h et que 25% des utilisateurs dépassent la vitesse maximale autorisée.

### Distance de sécurité
En France, 29% des véhicules roulant sur la file rapide ne respectent pas une distance de sécurité de deux secondes.

## Réseau autoroutier et patrimoine historique
L’archéologie préventive est définie à l’article L.521-1 du Code du patrimoine :  « L'archéologie préventive, qui relève de missions de service public, est partie intégrante de l'archéologie. Elle est régie par les principes applicables à toute recherche scientifique. Elle a pour objet d'assurer, à terre et sous les eaux, dans les délais appropriés, la détection, la conservation ou la sauvegarde par l'étude scientifique des éléments du patrimoine archéologique affectés ou susceptibles d'être affectés par les travaux publics ou privés concourant à l'aménagement. Elle a également pour objet l'interprétation et la diffusion des résultats obtenus. »

### L'archéodrome de Beaune
L’Archéodrome de Beaune est un ancien parc-musée autoroutier d'archéologie à vocation pédagogique et touristique, situé à Merceuil, Côte-d'Or, ouvert sur l’aire d’autoroute de Beaune sur l’autoroute A6 en 1978. L’Archéodrome, après des difficultés, a été fermé définitivement le 31 octobre 2005, faute de repreneur.

### Le chantier de construction de l'A19
Le chantier de construction de l'A19 a donné lieu à la plus grande fouille archéologique préventive en 2006 en France. Celle-ci a mobilisé plus de 200 archéologues et a permis des avancées notables sur la compréhension de l’histoire rurale du Loiret,.

## Autoroutes non concédées
La France dispose aussi d'autoroutes non-concédées ou de portions d'autoroutes non concédées, qui peuvent être mises à disposition des autorités locales comme par ordre numérique:
- Autoroutes à 1 chiffre:
  - Autoroute A1 et A1A (Hauts de France, Ile-de-France et Métropole européenne de Lille et Métropole du Grand Paris)
  - Autoroute A2 (Hauts de France)
  - Autoroute A3 (Ile-de-France et Métropole du Grand Paris)
  - Autoroute A4 (Ile-de-France et Métropole du Grand Paris)
  - Autoroute A6 et A6A et A6B (Ile-de-France et Métropole du Grand Paris)
  - Autoroute A7 (Auvergne Rhône Alpes, Provence Alpes Côte d'Azur et Métropole de Lyon et Métropole Aix Marseille Provence)
- Autoroutes à deux chiffres
  - Autoroute A10 (Ile-de-France, Métropole du Grand Paris)
  - Autoroute A12 (Ile-de-France)
  - Autoroute A13 (Ile-de-France, Métropole du Grand Paris)
  - Autoroute A14 (Ile-de-France, Métropole du Grand Paris)
  - Autoroute A15 (Ile-de-France, Métropole du Grand Paris)
  - Autoroute A16 (Hauts de France
  - Autoroute A16: barreau A1/A86 (Ile-de-France et Métropole du Grand Paris)
  - Autoroute A21 (Hauts de France)
  - Autoroute A22 (Hauts de France et Métropole européenne de Lille)
  - Autoroute A23 (Hauts de France et Métropole européenne de Lille)
  - Autoroute A25 (Hauts de France et Métropole européenne de Lille)
  - Autoroute A27 (Hauts de France et Métropole européenne de Lille)
  - Autoroute A30 (Grand Est)
  - Autoroute A31 (Grand Est et Métropole du Grand Nancy et Metz Métropole)
  - Autoroute A33 (Grand Est et Métropole du Grand Nancy)
  - Autoroute A34 (Grand Est)
  - Autoroute A38 (Bourgogne Franche-Comté et Dijon Métropole)
  - Autoroute A42 (Auvergne Rhône Alpes et Métropole de Lyon)
  - Autoroute A43 (Auvergne Rhône Alpes et Métropole de Lyon)
  - Autoroute A47 (Auvergne Rhône Alpes, Saint Etienne Métropole et Métropole de Lyon)
  - Autoroute A50 (Provence Alpes Côte d'Azur et Métropole Aix Marseille Provence)
  - Autoroute A51 (Provence Alpes Côte d'Azur et Métropole Aix Marseille Provence)
  - Autoroute A55 (Provence Alpes Côte d'Azur et Métropole Aix Marseille Provence)
  - Autoroute A62 (Nouvelle Aquitaine et Bordeaux Métropole)
  - Autoroute A63 (Nouvelle Aquitaine et Bordeaux Métropole)
  - Autoroute A68 (Occitanie)
  - Autoroute A72 (Auvergne Rhône Alpes et Saint Etienne Métropole)
  - Autoroute A77 (Bourgogne Franche-Comté)
  - Autoroute A81 (Pays de Loire)
  - Autoroute A82 (Pays de Loire et Nantes Métropole)
  - Autoroute A83 (Pays de Loire et Nantes Métropole)
  - Autoroute A86 (Ile-de-France et Métropole du Grand Paris)
- Autoroutes à trois chiffres (par région)
  - Ile-de-France: Autoroute A103, Autoroute A104, Autoroute A106, Autoroute A115, Autoroute A126
  - Normandie: Autoroute A131, Autoroute A140, Autoroute A150, Autoroute A151
  - Hauts de France: Autoroute A211, Autoroute A216
  - Grand Est: Autoroute A304, Autoroute A313, Autoroute A320, Autoroute A330
  - Auvergne Rhône Alpes: Autoroute A450, Autoroute A480
  - Auvergne Rhône Alpes: Autoroute A711, Autoroute A712
  - Provence Alpes Côte d'Azur: Autoroute A501, Autoroute A502, Autoroute A507, Autoroute A515, Autoroute A517, Autoroute A551, Autoroute A552, Autoroute A557, Autoroute A570,
  - Occitanie: Autoroute A620, Autoroute A621, Autoroute A623, Autoroute A624
  - Occitanie: Autoroute A750
  - Nouvelle Aquitaine: Autoroute A630, Autoroute A660
  - Pays de Loire: Autoroute A811, Autoroute A844